# Елисеев, Михаил Анатольевич
Михаил Анатольевич Елисеев (род. 24 февраля 1970, Ленинград, РСФСР, СССР) — российский актёр и театральный режиссёр.

## Биография
Родился 24 февраля 1970 года в Ленинграде (ныне — Санкт-Петербург). После службы в армии поступил в СПбГАТИ на актёрский факультет в класс В. М. Фильштинского, однако через неделю после поступления ушёл с курса. Некоторое время играл в спектакле Романа Виктюка «Фердинандо» в петербургском Молодёжном театре, работал в государственном театре «Да-нет». Вернулся в Академию в 1998 году, куда поступил уже на отделение режиссуры драматического театра к профессору В.С. Голикову.
Окончил обучение дипломным спектаклем «Макбет» по У. Шекспиру в театре «Приют комедианта».
В 2003 году поставил спектакль «Старомодная комедия» в Карельском Национальном театре.
В мае 2005 года выпустил «Флорентийскую трагедию» О. Уайльда — независимый проект на сцене театра им. Ленсовета в Санкт-Петербурге.

## Признание и награды
- IX Межрегиональный театральный фестиваль «Рождественский парад» — диплом в номинации «За лучшее стилевое решение спектакля» за постановку шекспировской трагедии «Макбет» в Санкт-Петербургском театре «Приют комедианта».

## Фильмография
- 2003 — Я всё решу сама 2 — Никита Курашов
- 2004 — Улицы разбитых фонарей 6 — Ларионов
- 2004 — Господа офицеры — Борис Юрченков, подполковник
- 2005 — Своя чужая жизнь — Пётр Версилов
- 2005 — Не хлебом единым — Лопаткин
- 2006 — Столыпин… Невыученные уроки — Николай II
- 2006 — Боец. Рождение легенды — Пеклов, помощник «Акеллы»
- 2007 — Заговор — Белецкий С. П.
- 2007 — План Б — Олег Громов
- 2008 — Адмиралъ — майор Кроняк
- 2007 — 2008 — Гаишники — «Инок»
- 2008 — Чёрное платье — Филипп
- 2009 — Десантура — штабист из Москвы
- 2009 — Адмиралъ (сериал) — майор Кроняк
- 2010 — Смерть Вазир-Мухтара. Любовь и жизнь Грибоедова — Грибоедов, Александр Сергеевич
- 2010 — Сонька. Продолжение легенды — князь Александр Васильевич Брянский
- 2011 — Беглец — Марецкий
- 2010 — Служу отечеству — Апраксин
- 2011 — Маяковский. Два дня — Краснощёков
- 2011 — Провинциал —
- 2011 — Наружное наблюдение — Андрей Валерьевич Бажуков (3-я серия)
- 2011 — Казак — Васильев, помощник Зарецкого
- 2011 — Шаман
- 2012 — Икорный барон — Сергеев (серия «Просто бизнес»)
- 2012 — Моими глазами
- 2012 — Шеф — Бегунов (серии «Друзья», «Рапорт», «Кто-то должен умереть», «Побег», «Враги»)
- 2012 — Время Синдбада — Клеменс (серии «Пражские сны» и «Баварская охота»)
- 2013 — Всё началось в Харбине — Андрей Сипягин, штабс-капитан
- 2013 — Выжить после — Глотов
- 2013 — Двое с пистолетами
- 2013 — Задания особой важности: Операция «Тайфун» — Кунц, майор Абвера
- 2013 — Морские дьяволы. Смерч — Игорь Борисов, подполковник
- 2013 — Разведчицы — Микулин, следователь НКВД
- 2014 — Дознаватель 2 — Ноздрёв, полковник МВД
- 2014 — Иные — Константин Россовский
- 2014 — Григорий Р. — Владимир Николаевич Воейков
- 2014 — Внутреннее расследование — Сергей Эдуардович Викентьев
- 2014 — Испанец — Аркадьевич, судмедэксперт
- 2015 — Ленинград 46 — Григорий
- 2015 — Молодая гвардия — инженер Гопф
- 2016 — Мажор 2 — Илья Сергеевич Васильев, помощник Игоря Соколовского по бизнесу
- 2017 — Ученица Мессинга — Игорь Игоревич Тамышев, сотрудник КГБ
- 2017 — Троцкий — Николай II
- 2017 — Мост — Рогожин
- 2017 — Крылья империи — Николай II
- 2017 — Высокие ставки. Реванш — Дворников, полковник
- 2017 — Отличница — «Король»
- 2018 — Мажор 3 — Илья Васильев
- 2018 — Пустыня — Виктор Иванович Дымов, майор ФСБ
- 2019 — Лев Яшин. Вратарь моей мечты — Гавриил Качалин
- 2019 — Союз спасения — декабрист Алексей Юшневский
- 2021 — Собор — офицер в Полтаве
- 2021 — Чужой — Кравцов
- 2022 — Союз Спасения. Время гнева — Алексей Петрович Юшневский, генерал-интендант 2 й армии, действительный статский советник
- 2022 — Хэдшот — Валентин Григорьевич